# Pen-Ek Ratanaruang
Pen-Ek Ratanaruang, taj. เป็นเอก รัตนเรือง, pseudonim Tom, niekiedy jako Tom Pannet (ur. 8 marca 1962 w Bangkoku) – tajski reżyser i scenarzysta filmowy. Uważany jest za jednego z czołowych, obok Wisita Sasanatienga i Apichatponga Weerasethakula, przedstawicieli nowej fali kina tajskiego początku XXI w.
Jego najgłośniejszy film, Ostatnie życie we wszechświecie (2003), został zaprezentowany w sekcji „Controcorrente” na 60. MFF w Wenecji.

## Filmografia

### Reżyser
- 1997: Fun Bar Karaoke
- 1999: 69 (Ruang talok 69)
- 2001: Miłość na tranzystorach (Monrak Transistor)
- 2003: Ostatnie życie we wszechświecie (Ruang rak noi nid mahasan)
- 2006: Niewidzialne fale (Invisible Waves)
- 2007: Ploy
- 2009: Nimfa (Nang mai)
- 2009: Sawasdee Bangkok
- 2011: Headshot: Mroczna karma (Headshot)
- 2011: 60 Seconds of Solitude in Year Zero - segment
- 2013: Paradoksokracja (Prachathipa'Thai)
- 2014: The Life of Gravity (Raeng dueng dood)
- 2017: Samui Song (Mai mee Samui samrab ter)[1][2]